# 유재순
유재순(柳在順, 1958년 5월~)은 충남 공주 출신으로 일본에서 활동하는 르포작가이자 '제이피뉴스' 발행인이다. 1985 『신동아』에 '난지도 사람들'로 등단하였다. 일본에 거주하면서 2019년 7월 이후 한일 갈등이 고조되면서 언론에 자주 등장하고 있다.

## 약력
일본 내에서 왕성하게 활동하는 르포작가 중 한 명이며 주요 저서로는 《하품의 일본인》 등이 있다. 1987년부터 1994년까지 한국주간지 「토요신문」 일본 특파원으로 활동, 테레비 아사히 <아침까지 생방송> 토론회 2회, 규슈 NHK주최 <세계여성 8개국 여성 저널리스트 토론회>에 참석했었다.
1993년에 전여옥이 출간하여 베스트 셀러에 오른 《일본은 없다》를 두고 2004년에 표절 논란이 벌어졌다. 이 책이 일본에서 《슬픈 일본인》이라는 이름으로 발간되자 유재순은 자신 저서 《일본인 당신은 누구인가》를 전여옥이 표절했다고 주장했다. 오마이뉴스가 유재순과 인터뷰 한후 이 사실을 보도하자 전여옥은 자신의 명예가 훼손됐다며 유재순, 오마이뉴스 발행인, 편집국장, 인터뷰 담당 기자, 관련 칼럼 필자 등 5명을 상대로 2004년 5억원의 손해배상 청구소송을 냈다. 대법원은 2012년 5월 18일 대법원은 1, 2심과 마찬가지로 원고(전여옥) 패소 판결을 내림으로써 표절로 판정하였다.
현재는 일본 고단샤 발행 《주간현대》 북한담당 계약기자, 아사히신문 칼럼니트스트(월 1회 칼럼 연재), 일본 전문 인터넷신문 제이피뉴스 대표로서 활동 중이다.

## 활동
- 일본 나카소네 야스히로, 도이 다카코, 다케시타 노보루, 우노 소스케, 미치코 황후 인터뷰
- 태국 츄안 수상 인터뷰
- 미얀마 아웅산 수지 인터뷰
- 필리핀 이멜다 마르코스 인터뷰
- 1980년, 1년 8개월간 쓰레기 매립장 '난지도'생활 르포취재
- 1983년, 3개월간 동남아시아 8개국 슬럼가 르포취재
- 1985년, 1개월간 미국 입양아 현지 르포취재
- 1988년, 사할린 르포 취재

## 저서
- 《서울서 팔리는 여자들》 (1983.르포집)
- 《벌거벗는 여자들》 (1984.르포집)
- 《난지도 사람들》 (1985.장편소설)
- 《여왕벌》 (1986.논픽션)
- 《하품의 일본인》 (1994. 비평에세이)
- 《일본여자를 말한다》 (1998. 에세이)
- 《일본은 지금 몇시인가》(2002. 르포집)
- 《쓰레기섬에서 살다》 (1986. 르포집)

## 수상경력
- 1986년 올해의 여성상